# Keswick (Iowa)
Keswick es una ciudad ubicada en el condado de Keokuk en el estado estadounidense de Iowa. En el Censo de 2010 tenía una población de 246 habitantes y una densidad poblacional de 218,85 personas por km².

## Geografía
Keswick se encuentra ubicada en las coordenadas 41°27′17″N 92°14′18″O / 41.45472, -92.23833. Según la Oficina del Censo de los Estados Unidos, Keswick tiene una superficie total de 1.12 km², de la cual 1.12 km² corresponden a tierra firme y (0%) 0 km² es agua.

## Demografía
Según el censo de 2010, había 246 personas residiendo en Keswick. La densidad de población era de 218,85 hab./km². De los 246 habitantes, Keswick estaba compuesto por el 97.56% blancos, el 0% eran afroamericanos, el 1.22% eran amerindios, el 0% eran asiáticos, el 0% eran isleños del Pacífico, el 0% eran de otras razas y el 1.22% pertenecían a dos o más razas. Del total de la población el 0% eran hispanos o latinos de cualquier raza.